# Роттер-Ярнинская, Амелия
Амелия Роттер-Ярнинская (пол. Amelia Rotter-Jarnińska; 16 февраля 1879, Варшава — 14 сентября 1942, там же) — польская артистка театра и кино.

## Биография
Играла до второй мировой войны на сценах Львовского городского театра, Ченстоховы, Кельц и столичного Народового театра (ныне Национальный театр (Варшава)).
Звезда польского довоенного кино.
Похоронена на варшавском кладбище Старые Повонзки.

## Избранная фильмография
- 1912 — Отмщённая ложь / Pomszczona krzywda — Амелия Роттер
- 1928 — Роман панны Опольской / Romans panny Opolskiej — Лили
- 1932 — Княгиня Лович / Księżna Łowicka — мать Иоанны
- 1934 — Молодой лес / Młody Las — Роттер-Ярнинская
- 1935 — Любовные маневры / Manewry miłosne — тётя Леония
- 1936 — Верная река / Wierna rzeka — княгиня Одровонж
- 1936 — Его большая любовь / Jego wielka milosc
- 1936 — Страшный двор / Straszny dwór — подстолина
- 1937 — Господин редактор безумствует / Pan redaktor szaleje
- 1939 — Бродяги / Włóczęgi — директор пансиона
- 1939 — Гений сцены / Geniusz sceny — дама
- 1941 — Руковожу здесь я / Ja tu rządzę — клиентка